# Halterofilismo nos Jogos Olímpicos de Verão de 2012 - Até 58 kg feminino
A competição da categoria até 58 kg feminino do halterofilismo nos Jogos Olímpicos de Verão de 2012 foi realizada no dia 30 de julho no ExCeL, em Londres.
Originalmente a ucraniana Iulia Kalina obteve a medalha de bronze na categoria, mas em 13 de julho de 2016 o Comitê Olímpico Internacional desclassificou Kalina por conta do uso da substância dopante turinabol, que ajuda no aumento da massa muscular. A medalha passou a ser da tailandesa Rattikan Gulnoi.

## Calendário
Horário local (UTC+1)
| Dia         | Horário | Fase    |
| ----------- | ------- | ------- |
| 30 de julho | 12:30   | Grupo B |
| 30 de julho | 15:30   | Grupo A |

## Recordes
Antes desta competição, os recordes mundiais e olímpicos da prova eram os seguintes:
| Recorde mundial  | Arranque  | CHN Chen Yanqing | 111 kg   | Doha, Qatar    | 3 de dezembro de 2006 |
| Recorde mundial  | Arremesso | CHN Qiu Hongmei  | 141 kg   | Tai'an, China  | 23 de abril de 2007   |
| Recorde mundial  | Total     | CHN Chen Yanqing | 251 kg   | Doha, Qatar    | 3 de dezembro de 2006 |
| Recorde olímpico | Arranque  | CHN Chen Yanqing | 107,5 kg | Atenas, Grécia | 16 de agosto de 2004  |
| Recorde olímpico | Arremesso | CHN Chen Yanqing | 138 kg   | Pequim, China  | 11 de agosto de 2008  |
| Recorde olímpico | Total     | CHN Chen Yanqing | 244 kg   | Pequim, China  | 11 de agosto de 2008  |

Depois da competição, dois recordes foram quebrados e outro igualado:
| Recorde olímpico | Arranque | CHN Li Xueying | 108 kg | Londres, Grã-Bretanha | 30 de julho de 2012 |
| Recorde olímpico | Total    | CHN Li Xueying | 246 kg | Londres, Grã-Bretanha | 30 de julho de 2012 |

Li Xueying, além de quebrar dois recordes olímpicos, conseguiu ainda igualar o recorde olímpico de arremesso (138 kg).

## Medalhistas
| Ouro   | CHN Li Xueying       |
| Prata  | THA Pimsiri Sirikaew |
| Bronze | THA Rattikan Gulnoi  |

## Resultados
Nessa edição, participaram 19 atletas.
| Pos.              | Nome                   | Grupo | Peso  | Arranque (kg) | Arranque (kg) | Arranque (kg) | Arranque (kg) | Arremesso (kg) | Arremesso (kg) | Arremesso (kg) | Arremesso (kg) | Total (kg) |
| Pos.              | Nome                   | Grupo | Peso  | 1             | 2             | 3             | Res.          | 1              | 2              | 3              | Res.           | Total (kg) |
| ----------------- | ---------------------- | ----- | ----- | ------------- | ------------- | ------------- | ------------- | -------------- | -------------- | -------------- | -------------- | ---------- |
| Medalha de ouro   | CHN Li Xueying         | A     | 57.98 | 105           | 105           | 108           | 108           | 133            | 138            | 144            | 138            | 246        |
| Medalha de prata  | THA Pimsiri Sirikaew   | A     | 57.76 | 100           | 103           | 103           | 100           | 131            | 136            | 140            | 136            | 236        |
| Medalha de bronze | THA Rattikan Gulnoi    | A     | 57.71 | 98            | 100           | 100           | 100           | 130            | 134            | 136            | 134            | 234        |
| 4                 | PRK Jong Chun-mi       | A     | 57.63 | 101           | 103           | 103           | 101           | 130            | 134            | 134            | 130            | 231        |
| 5                 | BLR Nastassia Novikava | A     | 57.94 | 103           | 106           | 108           | 103           | 127            | 127            | 133            | 127            | 230        |
| 6                 | TPE Kuo Hsing-chun     | A     | 56.95 | 99            | 101           | 102           | 99            | 129            | 133            | 133            | 129            | 228        |
| 7                 | ECU Alexandra Escobar  | B     | 57.48 | 100           | 100           | 103           | 103           | 123            | 127            | 127            | 123            | 226        |
| 8                 | COL Jackelina Heredia  | A     | 57.86 | 98            | 100           | 101           | 100           | 125            | 125            | 125            | 125            | 225        |
| 9                 | ALB Romela Begaj       | A     | 57.94 | 101           | 105           | 105           | 101           | 115            | 121            | 121            | 115            | 216        |
| 10                | GBR Zoe Smith          | B     | 57.97 | 90            | 93            | 93            | 90            | 116            | 121            | 121            | 121            | 211        |
| 11                | GER Christin Ulrich    | B     | 57.40 | 88            | 91            | 93            | 93            | 110            | 114            | 116            | 114            | 207        |
| 12                | KOR Yang Eun-hye       | B     | 57.93 | 83            | 87            | 87            | 87            | 108            | 113            | 116            | 113            | 200        |
| 13                | TUR Bediha Tunadağı    | B     | 57.34 | 84            | 87            | 87            | 87            | 103            | 107            | 107            | 107            | 194        |
| 14                | CAN Annie Moniqui      | B     | 57.91 | 85            | 85            | 88            | 85            | 105            | 105            | 105            | 105            | 190        |
| 15                | SOL Jenly Tegu Wini    | B     | 57.43 | 65            | 69            | 69            | 65            | 90             | 93             | 95             | 95             | 160        |
| —                 | COL Lina Rivas         | A     | 57.73 | 100           | 103           | 103           | 103           | 120            | 120            | 120            | —              | —          |
| —                 | PHI Hidilyn Diaz       | B     | 57.70 | 92            | 97            | 97            | 97            | 118            | 118            | 118            | —              | —          |
| —                 | AZE Boianka Kostova    | A     | 56.93 | 100           | 103           | 105           | 105           | 124            | 124            | 128            | 128            | 233 DSQ    |
| —                 | UKR Iulia Kalina       | A     | 57.60 | 101           | 104           | 106           | 106           | 123            | 127            | 129            | 129            | 235 DSQ    |

Legenda
| Recorde mundial      | Recorde mundial (World record)               |                       | Recorde africano                      | Recorde africano (African) |                                           | Q | Classificado por posição (Qualified) |
| Recorde olímpico     | Recorde olímpico (Olympic record)            | Recorde da América    | Recorde da América (Americas)         | q                          | Classificado por melhor tempo (Qualified) |   |                                      |
| Melhor marca do ano  | Melhor marca do ano (World leading)          | Recorde asiático      | Recorde asiático (Asian)              | DNS                        | Não largou (Did not start)                |   |                                      |
| Recorde nacional     | Recorde nacional (National record)           | Recorde europeu       | Recorde europeu (European)            | DNF                        | Não terminou (Did not finish)             |   |                                      |
| Recorde pessoal      | Recorde pessoal do atleta (Personal best)    | Recorde da Oceania    | Recorde da Oceania (Oceania)          | DSQ / DQ                   | Desclassificado (Disqualified)            |   |                                      |
| Recorde da temporada | Recorde da temporada do atleta (Season best) | Recorde sul-americano | Recorde sul-americano (South America) | NM                         | Sem marca (No mark)                       |   |                                      |